# Хуаде, Адам Ильясович
Хуаде Адам Ильясович (1 октября 1957, Гатлукай, Адыгея — 26 августа 1992, Сухуми) — общественный деятель, член областного Совета общественного движения Адыгэ Хасэ, сопредседатель Конфедерации горских народов Кавказа, Герой Республики Абхазия, мастер спорта СССР по самбо и дзюдо.

## Биография

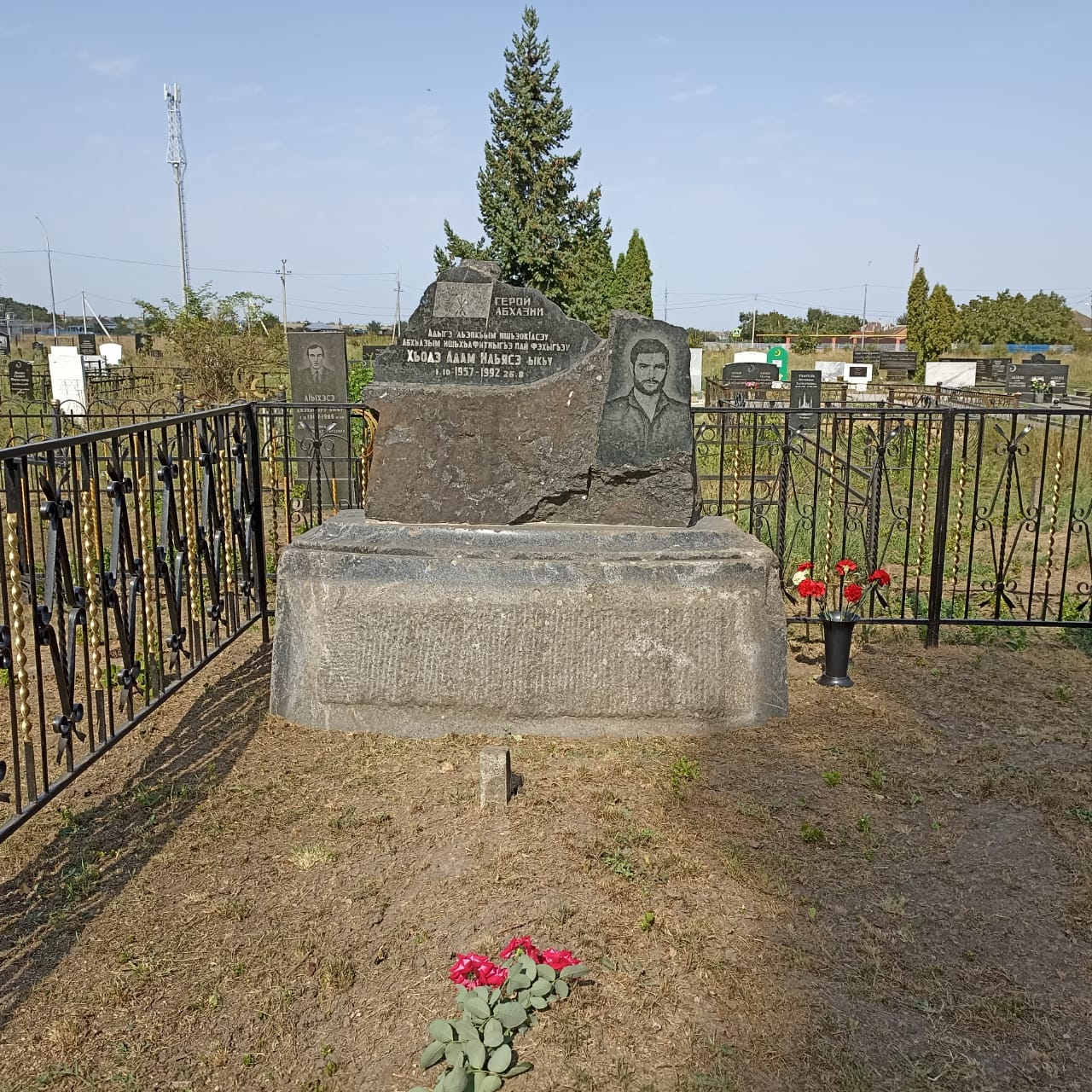
Могила Адама Хуаде в ауле Гатлукай Республики Адыгея.

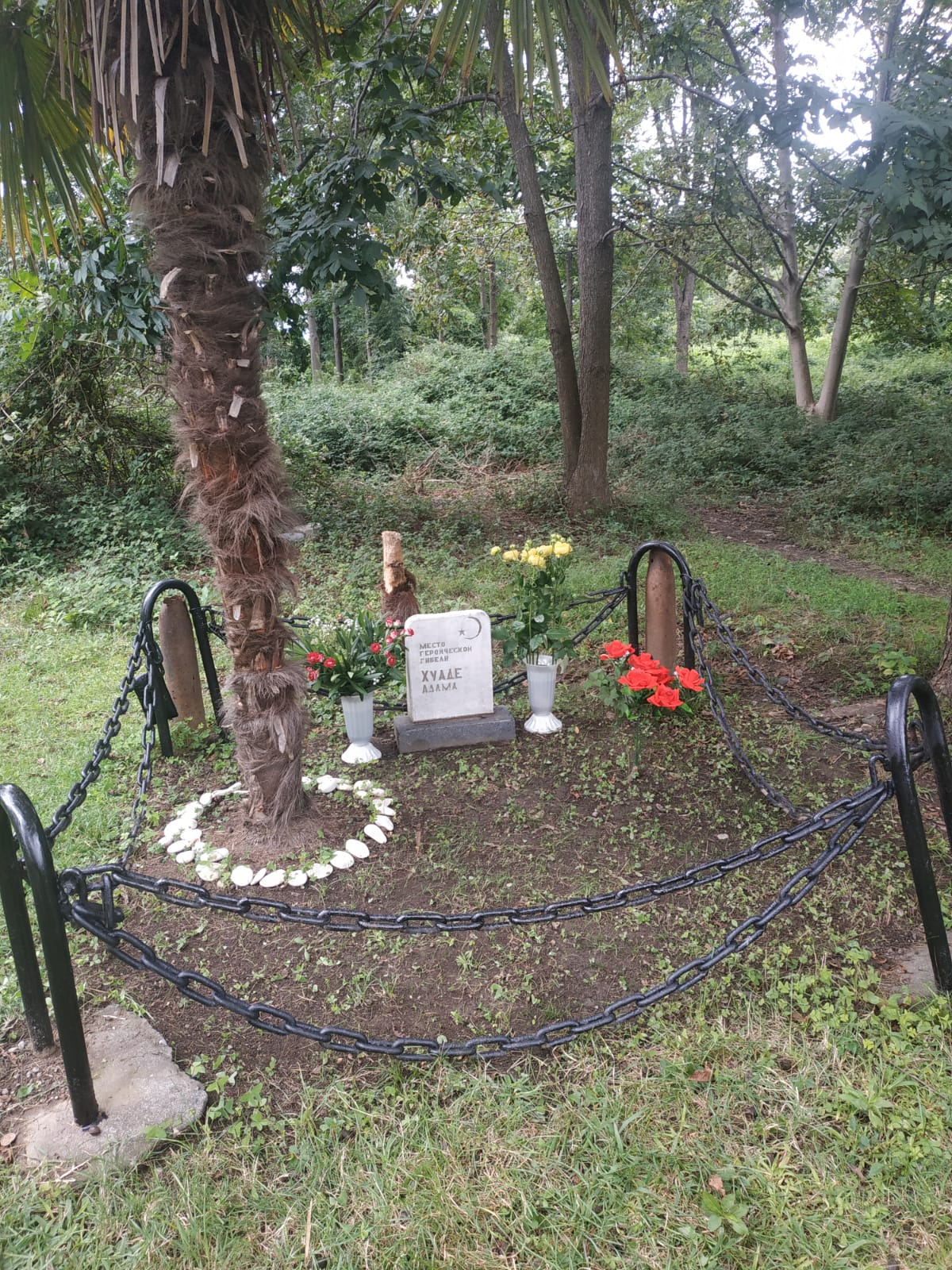
г. Сухум, Учхоз «Эшера».

Родился 1 октября 1957 года в ауле Гатлукай Теучежского района Адыгейской автономной области Краснодарского Края. Отец, Хуаде Ильяс Моссович, 1901 года рождения. Мать — Хуаде Рабигат Сагидовна, 1918 года рождения.
В 1964 году поступил в Гатлукайскую среднюю школу, где учился до 7 класса. Продолжил учёбу в Адыгейской областной школе-интернат № 1 города Майкопа. В 1974 году поступил на факультет физического воспитания Адыгейского государственного педагогического института и окончил его в 1978 году, получив специальность учителя физической культуры. После двух лет обучения на кафедре борьбы стал мастером спорта по самбо — в 1976 году, по дзюдо — в 1977. За годы, проведенные в АГПИ, изучал историю своего народа. С 1978 года по ноябрь 1979 года служил в рядах Советской Армии, рядовым 85-й спортроты Северокавказского военного округа.
После службы начал работать в Майкопской районной инспекции по делам несовершеннолетних.
В 1981 году поступил на заочное обучение на юридический факультет Кубанского государственного университета, окончил его в 1987 году, получив специальность юриста. Совмещая учёбу с профессиональной деятельностью, с августа 1983 года по октябрь 1987 года работал следователем Теучежского горрайоргана внутренних дел.
С октября 1987 года назначен начальником следственного отдела Теучежского горрайоргана внутренних дел.
Участник всех общественно-политических процессов в начале 1990-х годов в Адыгее. Как член областного Совета общественного движения Адыгэ Хасэ, был сторонником повышения статуса Адыгейской автономной области и выступал за преобразование её в республику.
Принимал участие в работе общественно-политических движений. Один из инициаторов по созданию и официальному учреждению Конфедерации горских народов Кавказа, впоследствии КНК. Был её членом, затем заместителем председателя, впоследствии сопредседателем Конфедерации народов Кавказа. В январе 1992 года ушёл из правоохранительных органов
.

## Память
Именем Адама Хуаде названа улице в родном ауле Гатлукай Республики Адыгея.
Школа имени Адама Хуаде в родном ауле Гатлукай Республики Адыгея.
Улица имени Адама Хуаде в селе Нижняя Бирцха, Сухумский район Республики Абхазия.
Улица имени Адама Хуаде в г. Сухум Республики Абхазия.